# Seznam uměleckých realizací ve veřejném prostoru ve Vysočanech
Seznam uměleckých realizací ve Vysočanech v Praze 9 a 3 obsahuje tvorbu výtvarných umělců umístěnou ve veřejném prostoru v katastrálním území Vysočany. Seznam je řazen podle ulic a nemusí být úplný.

## Seznam uměleckých realizací
| Název                                                         | Fotografie                                                                   | Lokace                                                   | Autor                                                                      | Rok  | Popis                                  | Poznámka |
| ------------------------------------------------------------- | ---------------------------------------------------------------------------- | -------------------------------------------------------- | -------------------------------------------------------------------------- | ---- | -------------------------------------- | --- |
| Domovní znamení (3)                                           | Kategorie „Domovní znamení (Ivan Kalvoda)“ na Wikimedia Commons              | Bassova 50°6′32,33″ s. š., 14°29′58″ v. d.               | Ivan Kalvoda (*1941)                                                       | 1986 | domovní znamení, keramika              | Bassova 98/8 - Harfa, Bassova 40/10 - Tuba, Bassova 61/12 - Housle                                                    |
| Ikarus                                                        | Kategorie „Ikarus (M. Nedvěd)“ na Wikimedia Commons                          | Čakovická 65/4 50°7′9,99″ s. š., 14°30′33,66″ v. d.      | Milan Nedvěd (*1930)                                                       | 1973 | socha, slitiny železa a neželezné kovy | Garáže Klíčov, před vstupem                                                                                           |
| Nástěnná malba v nádražní hale                                |                                                                              | Českomoravská 316/24 50°6′5,49″ s. š., 14°30′6,64″ v. d. | Jaroslav Moravec                                                           | 1975 | nástěnná malba, enkaustika             | Nádraží Praha-Libeň                                                                                                   |
| Lavička neřesti (†)                                           | Kategorie „The Bench of Vice“ na Wikimedia Commons                           | K Žižkovu 50°5′57,49″ s. š., 14°29′46,69″ v. d.          | Lea Vivot (*1948)                                                          | 2001 | socha, bronz                           | odstraněno |
| Busta Emila Kolbena (†)                                       | Kategorie „Busta Emila Kolbena (metro Kolbenova)“ na Wikimedia Commons       | Kolbenova 50°6′37,37″ s. š., 14°30′53,43″ v. d.          | neuveden                                                                   | 2001 | busta, bronz                           | Metro B-Kolbenova, vestibul, zcizeno 28. července 2013                                                                |
| Vlna - Komprese                                               | Kategorie „Vlna (Ladislav Janouch)“ na Wikimedia Commons                     | Kolbenova 591/46 50°6′36,11″ s. š., 14°31′7,28″ v. d.    | Ladislav Janouch (*1944) Stanislav Fiutowski (*1945)                       | 1989 | socha, pískovec                        | areál bývalého ČKD |
| Umírající (Odpočívající) (†)                                  | Kategorie „Umírající (Miroslav Jirava)“ na Wikimedia Commons                 | Na Břehu/Freyova 50°6′24,97″ s. š., 14°30′7,19″ v. d.    | Miroslav Jirava (1931–2002)                                                | 1959 | socha, keramika                        | po roce 1989 přeneseno na Střížkov, Teplická 275/30 (viz obrázek); roku 2021 demontováno a uloženo do depozitáře GHMP |
| Dvojice (†)                                                   | Kategorie „Dvojice (Otto Sukup)“ na Wikimedia Commons                        | Náměstí OSN 50°6′39,76″ s. š., 14°30′11,67″ v. d.        | Otto Sukup (1926–2007)                                                     | 1960 | socha, beton                           | po roce 1989 přeneseno na Střížkov, Teplická 275/30 (viz obrázek)                                                     |
| Modrý Vysočan                                                 | Kategorie „Modrý Vysočan“ na Wikimedia Commons                               | Náměstí OSN 50°6′35,64″ s. š., 14°30′8,57″ v. d.         | Petr Voříšek                                                               | 1999 | socha, kov                             | park |
| Pomník Emila Kolbena                                          | Kategorie „Emil Kolben memorial (Vysočany)“ na Wikimedia Commons             | Náměstí OSN 50°6′38,82″ s. š., 14°30′6,84″ v. d.         | Martin Suchánek Lukáš Velíšek                                              | 2014 | sklo, ocel, kámen                      | odhaleno 10. září |
| Činelák                                                       | Kategorie „Činelák (Milan Ruso, Jiří Studeník)“ na Wikimedia Commons         | Ocelářská 50°6′24,57″ s. š., 14°29′44,2″ v. d.           | Milan Ruso Jiří Studeník                                                   | 2017 | socha; mosaz, kov                      | exteriér |
| Pylon s plastikou letícího ptáka                              | Kategorie „Pylon s plastikou letícího ptáka (Vysočany)“ na Wikimedia Commons | Poděbradská 312/39 50°6′13,14″ s. š., 14°31′3,44″ v. d.  | Jiří Eisler J. M. Tichý                                                    | 1975 | pylon, beton                           | bývalý objekt ČS Spoje (Česká pošta)                                                                                  |
| Mobilní plastika s drobnými doplňky pro Spalovnu Vysočany (†) |                                                                              | Poděbradská 50°6′11,97″ s. š., 14°30′37,29″ v. d.        | Robert Boháček (*1923) Zdeněk Houdek (*1930) Bohuslav Rychlink (1921–1988) |      | socha, ocel                            | Spalovna Vysočany; zaniklo při demolici budovy spalovny v letech 2002–2003                                            |
| Nohobob                                                       |                                                                              | Prosecká 50°6′50,07″ s. š., 14°29′23,25″ v. d.           | Štěpán Šefr (*1983)                                                        | 2015 | socha; železo, beton                   | Bobová dráha |
| Socha Průmysl                                                 | Kategorie „Průmysl (Vincenc_Makovský)“ na Wikimedia Commons                  | Sokolovská 50°6′32,37″ s. š., 14°29′45,23″ v. d.         | Vincenc Makovský (1900–1966)                                               | 1938 | socha, bronz, výška 3,1 m              | park před Poliklinikou Vysočany                                                                                       |
| Keramická stěna                                               |                                                                              | U Kloubových domů 50°5′58,86″ s. š., 14°29′14,72″ v. d.  | Zdeněk Strouhal (1939-2021)                                                | 1983 | keramika                               | |